# Zona de Dhaulagiri
La zona de Dhaualagiri (en nepalí: धवलागिरी) fue una de las catorce zonas de Nepal. Estaba localizada en la división occidental de Nepal. Baglung era la oficina central de esta zona. Áreas famosas que hacen un viaje largo y difícil como Mustang, Muktinath, Kali Gandaki y el monte Dhaulagiri se ubican a esta zona. Royal Dhorpatan Hunting Reserve es la única reserva de caza en Nepal y está extendida sobre Baglung y los distritos Myagdi de esta Zona.

## Distritos
Dhaualagiri estaba dividido en 4 distritos:
- Distrito de Baglung
- Distrito de Mustang (donde se encontraba el reino homónimo)
- Distrito de Myagdi
- Distrito de Parbat

## Extensión territorial y demografía
Su superficie era de un total de 8.148 km², mientras que su población era de 556.191 habitantes (cifras del censo del año 2001). Su densidad era de 68,3 personas por cada kilómetro cuadrado.
- Datos: Q9088
- Multimedia: Dhawalagiri Zone / Q9088